# Ils sont parmi nous (série télévisée)
Pour les articles homonymes, voir Ils sont parmi nous.
Ils sont parmi nous est une série télévisée québécoise en 8 épisodes de 10 à 15 minutes créée par Jérôme Léger et Raphaël Côté et diffusée à partir du 21 novembre 2024 sur Noovo.ca et sur la plateforme de visionnement Crave. 

## Synopsis
Ils sont parmi nous raconte l’histoire de cinq employés de l’Agence canadienne de la conformité aérospatiale (A.C.C.A.). L’agence est dédiée aux enquêtes sur les phénomènes extraterrestres depuis plusieurs années, mais aujourd’hui, elle est menacée de fermeture. Derrière les phénomènes inexpliqués extraordinaires abordés, la série montre des fonctionnaires atypiques, incluant une décrocheuse de l’école Polytechnique et un ex-astronaute déchu. Ces personnages, exposés au grand jour, montrent que le plus grand danger ne vient pas nécessairement d’une autre planète: mensonges, enlèvements, fausses manifestations extraterrestres font partie de leurs manigances pour sauver leurs emplois.

## Distribution
- Julianne Côté : Béatrice Thomas, nouvelle employée  de l’A.C.C.A
- Gildor Roy : Jocelyn Terreault, directeur de  l’A.C.C.A
- Karl Walcott : Maxime Clark, responsable des communications  à l’A.C.C.A
- Irdens Exantus : Jean Étienne, responsable des relations interprovinciales  à l’A.C.C.A
- Silvi Tourigny : Martine McIntyre, responsable des renseignements externes à l’A.C.C.A.
- Stéphane Crête : René Ryan, ministre de la sécurité
- Catherine Proulx-Lemay : Josée Castonguay
- Gabriel Infante : Jorge Acosta
- Charles Lafortune : L’agent Brodeur (caméo)
- Sophie Prégent : L’agente Dupuis (caméo)
- Lysandre Nadeau : Lysandre Nadeau (caméo)
- Claude Bégin : Claude Bégin (caméo)
- Brian Piton : Attaché politique du ministre Ryan
- Louis Carrière : Policier
- Raphaël Côté : Garde du corps du ministre Ryan
- Annie Charland : Animatrice bulletin de nouvelles

## Production
Faisant foi de l’aspect satirique de la production, la série a été écrite par une humoriste (Justine Philie), qui collabore habituellement avec d'autres humoristes comme Katherine Levac et fait partie de l’équipe d'auteurs des galas des Oliviers et des Gémeaux.

### Fiche technique
- Réalisateur : Jérôme Léger
- Autrice : Justine Philie
- Idée originale : Jérôme Léger et Raphaël Côté
- Consultant au contenu : Raphaël Côté
- Directrice du développement : Martine Pagé
- Script-éditrice : Léa Franck
- Productrice : Véronique Paquette-Corriveau
- Directrice de production : Marie-Line Archambault
- Producteurs exécutifs : Nicola Mrola et Charles Lafortune
- Directeur de la photographie : Benoit Jones-Vallée
- Directrice artistique : Véronique Duplain
- Créatrice de costumes : Naomi Larocque
- Cheffe maquillage : Éloïse Bourbeau
- Cheffe coiffure : Marie-Josée Fournier
- Monteur : Sébastien Perron
- Mixage et conception sonore : MELS
- Coloriste : Tristan Lauzon
- 1ère assistante à la réalisation : Sara-Ève Bouchard
- Chef électro : Mathieu Gosselin
- Chef machino : Maxime Cloutier
- Preneur de son : Marc-André Labonté
- Compositrice musique thème : Anaïs Larocque

## Épisodes
1. Décollage imminent
2. Chacun son univers
3. Un petit pas pour l’homme
4. Vers l’infini et plus loin encore
5. Complètement dans le champ
6. Una luz blanca apareció en el cielo
7. Houston, on a un problème!
8. Sont-ils parmi nous?[5]

## Univers de la série
Le comédien Gildor Roy décrit son personnage, Jocelyn Terreault, comme quelqu’un de désabusé qui retrouvera sa motivation lorsque Béatrice, le personnage joué par Julianne Côté, se joindra à l’agence. Jocelyn, un ancien astronaute, n’a pas pu aller dans l’espace car il s’était blessé durant un entraînement. «C’est quelqu’un qui n’a jamais réalisé son plein potentiel, qui n’a jamais réalisé son rêve [de se rendre dans l’espace]», a dit Gildor Roy. Malgré sa nomination comme directeur de l’Agence canadienne de la conformité aérospatiale, il est marqué par cet échec et fâché contre l’astronaute qui avait pris sa place à l’époque et qui est aujourd’hui le ministre responsable de l’agence.